# لیگ برتر فوتبال ارمنستان ۲۰۰۲
لیگ برتر فوتبال ارمنستان ۲۰۰۲ (ارمنی: Հայաստանի Բարձրագույն խումբ 2002 (ֆուտբոլ)) یازدهمین فصل از زمان تأسیس آن بود.

## جدول لیگ
| مقام | تیم              | P  | W  | D | L  | F  | A   | GD  | Pts |
| ---- | ---------------- | -- | -- | - | -- | -- | --- | --- | --- |
| 1    | پیونیک           | ۲۲ | ۱۹ | ۲ | ۱  | ۸۵ | ۱۴  | +۷۱ | ۵۹  |
| 2    | شیراک            | ۲۲ | ۱۶ | ۳ | ۳  | ۴۹ | ۱۵  | +۳۴ | ۵۱  |
| 3    | بانانتس          | ۲۲ | ۱۶ | ۲ | ۴  | ۴۳ | ۱۵  | +۲۸ | ۵۰  |
| 4    | اسپارتاک ایروان  | ۲۲ | ۱۵ | ۴ | ۳  | ۵۸ | ۱۶  | +۴۲ | ۴۹  |
| 5    | آرارات ایروان    | ۲۲ | ۹  | ۶ | ۷  | ۳۹ | ۲۲  | +۱۷ | ۳۳  |
| 6    | میکا             | ۲۲ | ۹  | ۶ | ۷  | ۳۵ | ۲۸  | +۷  | ۳۳  |
| 7    | زوارتنوتس-ای‌ای‌ال | ۲۲ | ۱۰ | ۲ | ۱۰ | ۵۷ | ۲۹  | +۲۸ | ۳۲  |
| 8    | لرناگورتس کاپان  | ۲۲ | ۶  | ۵ | ۱۱ | ۲۱ | ۴۳  | -۲۲ | ۲۳  |
| 9    | لرناین آرتساخ    | ۲۲ | ۵  | ۲ | ۱۵ | ۲۱ | ۵۲  | -۳۱ | ۱۷  |
| 10   | اولیسس           | ۲۲ | ۳  | ۳ | ۱۶ | ۱۹ | ۶۳  | -۴۴ | ۱۲  |
| 11   | کوتایک           | ۲۲ | ۲  | ۵ | ۱۵ | ۱۷ | ۶۲  | -۴۵ | ۱۱  |
| 12   | لوری             | ۲۲ | ۱  | ۲ | ۱۹ | ۱۵ | ۱۰۰ | -۸۵ | ۵   |
| 13   | مالاتیا          | X  | X  | X | X  | X  | X   | X   | X   |

|  | قهرمانی.                                   |
|  | سقوط به لیگ دسته اول فوتبال ارمنستان ۲۰۰۳. |
|  | کناره‌گیری پیش از آغاز فصل.                 |

Pld = بازی‌های انجام‌شده; W = بازی‌های برده; D = بازی‌های مساوی; L = بازی‌های باخته; GF = گل زده; GA = گل خورده; GD = تفاضل گل; Pts = امتیازات

## گلزنان برتر
|   |          | بازیکن            | تیم             | گل‌ها |
| - | -------- | ----------------- | --------------- | ---- |
| ۱ | ارمنستان | آرمان کارامیان    | پیونیک          | ۳۶   |
| ۲ | ارمنستان | آرا هاکوبیان      | اسپارتاک ایروان | ۲۱   |
| ۳ | ارمنستان | آرتیوم آدامیان    | میکا            | ۱۵   |
|   | ارمنستان | آرام هاکوبیان     | اسپارتاک ایروان | ۱۵   |
| ۵ | ارمنستان | آرتاوازد کارامیان | پیونیک          | ۱۴   |